# Den Blå Avis Fleggaard Racing
|  | Denne artikel eller sektion om sport er forældet eller ikke opdateret. Se artiklens diskussionsside eller historik. |

Den Blå Avis Fleggaard Racing var et dansk motorsportshold. Teamet startede oprindeligt som et Formel 3000-hold med blandt andre Jason Watt bag rattet. Fra 2005 koncentrerede holdet sig om den Danske standardvognsklasse DTC (Danish Touringcar Championship), hvor de i 2007 havde to BMW 320si E90 med Jason Watt og Jan Magnussen.